# Charles Cotard
Charles Cotard, né le 23 juin 1835 à Issoudun (Indre) et mort le 12 novembre 1902 à Constantinople, est un ingénieur français.

## Biographie
Charles Cotard fut admis à l´École polytechnique en 1854. À partir de 1856, il construisit plusieurs ouvrages d´art sur la Saône pour le compte d´une société parisienne de travaux. 
Il fut ingénieur en chef, lors du creusement du Canal de Suez, sous la direction de Ferdinand de Lesseps. Il participa à la réalisation de nombreux projets et notamment à l'étude du tracé d'une ligne de chemin de fer reliant l'Asie à l'Europe. Il était directeur de la société ottomane du chemin de fer Smyrne-Cassaba et prolongements.
Il fut maire de la commune de Ségry (Indre) et conseiller général du canton d'Issoudun-Sud.
Vers 1880, il est le promoteur de la station balnéaire du Val-André,.